# Serdar Üstüner
Serdar Üstüner (ur. 1 marca 1983) – turecki bokser amatorski, mistrz Unii Europejskiej ze Strasburga, uczestnik igrzysk olimpijskich w Atenach.
Jako junior reprezentował Turcję na mistrzostwach Europy w Sarajewie. Doszedł do ćwierćfinału zawodów, pokonując kolejno reprezentanta Irlandii Andy’ego Lee oraz Bośniaka Nermina Bašovića. W ćwierćfinale pokonał go późniejszy złoty medalista tych zawodów Matt Korobow.
14 czerwca 2003 roku zdobył złoty medal mistrzostw Unii Europejskiej. W finale pokonał na punkty (38:21) Francuza Mamadou Diambanga. W lipcu tego samego roku uczestniczył w mistrzostwach świata, które odbywały się w Bangkoku. Üstüner zakończył rywalizację na 1/16 finału, przegrywając z Ukraińcem Ołehem Maszkinem. W tym samym roku był również półfinalistą turnieju Green Hill, który odbywał się w Karaczi. W półfinale wyeliminował go Węgier Károly Balzsay.
W lutym 2004 roku był uczestnikiem mistrzostw Europy w Puli. Po wygranej walce w 1/16 finału, Üstüner przegrał wysoko na punkty (24:39) z reprezentantem Niemiec Lukasem Wilaschekiem. 25 kwietnia 2004 roku zdobył kwalifikacje olimpijskie w wadze średniej, dochodząc do finału turnieju kwalifikacyjnego, który odbywał się w szwedzkim mieście Göteborg. W drodze do finału pokonał reprezentanta Czech Tomáša Adamka oraz Estończyka Aleksandra Rubjuka. Swój udział na igrzyskach olimpijskich zakończył w 1/16 finału, przegrywając z reprezentantem Uzbekistanu Sherzodem Abdurahmanovem. W tym samym roku zdobył też mistrzostwo Turcji w kategorii półciężkiej.